# Jean-Michel Picart
Pour les articles homonymes, voir Picart.
Jean-Michel Picart (né vers 1600 à Anvers, mort le 24 novembre 1682 à Paris) est un peintre franco-flamand du XVIIe siècle, spécialiste des paysages, natures mortes, fleurs et fruits.

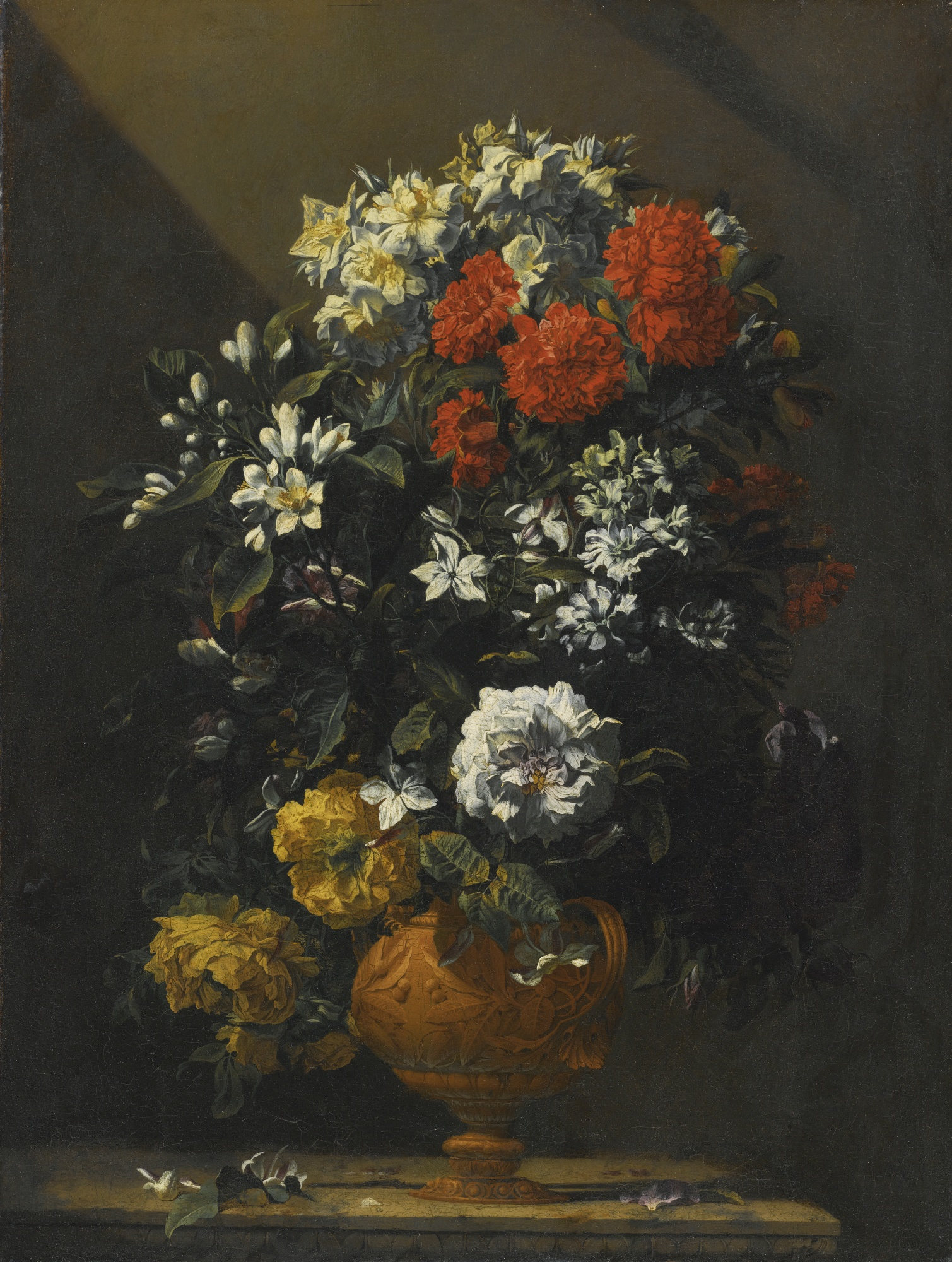
Nature morte de Jean-Michel Picart

## Biographie
Ce Flamand s'installe en 1630 à Paris où il demeure jusqu'à sa mort. Il entre en 1640 à l'Académie de Saint-Luc et devient le beau-père de Jacques d'Agar. Dans un premier temps, il peint des natures mortes dans un style épuré, sobre, du genre de celles de Louise Moillon ou de Lubin Baugin. Plus tard, il s'oriente vers un art plus chargé et dans ses tableaux s'accumulent corbeilles, vases, draperies d'un effet baroque, se rapprochant davantage de Jean-Baptiste Monnoyer, et annonçant l'évolution de la nature morte sous le règne de Louis XIV. Ses œuvres entrent d'ailleurs dans les collections du roi et Picart est même peintre pour la reine mère. Un logement lui est attribué dans la Grande Galerie du Louvre. Il devient le peintre de fleurs français le plus célèbre jusqu'à Jean-Baptiste Monnoyer. Les fleurs et les jardins jouissent d'une grande popularité à l'époque et les peintres rivalisent entre eux en peignant plusieurs aménagements floraux (bouquets et guirlandes) richement colorés.
Outre son travail de peintre, il semble également avoir exercé comme expert et marchand d'art.

## Liste des œuvres
- Fleurs dans un vase de verre, Saint-Étienne, musée d'art moderne.
- Corbeille de pêches et raisins, Karlsruhe, Staatliche Kunsthalle.
- Nature morte de fleurs et de fruits, 1640, Portland, Art Museum.
- Fleurs dans un vase, Fontainebleau, musée national du château.
- Vase de fleurs sur un entablement, Troyes, musée des beaux-arts.
- Bouquet de fleurs dans un vase à décor en relief de feuilles, vers 1630, musée des beaux-arts de Montréal.